# Bruinkapkatvogel
De bruinkapkatvogel (Ailuroedus geislerorum) is een van de meer dan twintig soorten prieelvogels. De vogel werd in 1891 door Adolf Bernhard Meyer als aparte soort beschreven, maar later beschouwd als ondersoort van de witoorkatvogel (A. buccoides). De soort komt voor in laaglanden van het noorden en oosten van Nieuw-Guinea.

## Herkenning
De vogel lijkt sterk op de witoorkatvogel die 24,5 cm lang is. De vogel is van boven groen als een parkiet, de vleugelpennen zijn meer olijfkleurig bruin met roomkleurige randjes. De buik en borst zijn bijna wit, licht roomkleurig met kleine donkere vlekken. De vogel heeft een dikke, bijna witte snavel met een blauwgrijze tint. De kruin is bruin gekleurd. Het oog is rood en de poten zijn blauwgrijs.

## Verspreiding en leefgebied
Deze vogelsoort komt voor in het noorden van het hoofdeiland Nieuw-Guinea. Het leefgebied bestaat uit natuurlijk bos en bosranden in laagland en heuvelland tot op 800 m boven zeeniveau, soms hoger tot 1200 m.
Er zijn twee ondersoorten:
- A. g. geislerorum (op het eiland Japen en verder in het noorden van de Indonesische provincie Papoea tot in de provincie Northern van Papoea-Nieuw-Guinea)
- A. g. molestus	 (in het noordoosten van Papoea-Nieuw-Guinea)

## Status
BirdLife International beschouwt dit taxon als ondersoort van de witoorkatvogel. Als afgesplitste soort komt de soort niet voor op de Rode Lijst van de IUCN. De witoorkatvogel is geen bedreigde soort.